# Ключи-Булакское муниципальное образование
Ключи-Булакское муниципальное образование — муниципальное образование со статусом сельского поселения в Братском районе Иркутской области России. Административный центр — село Ключи-Булак.

## Состав
В состав Ключи-Булакского муниципального образования входят:
- село Ключи-Булак (административный центр)
- деревня Кумейка
- деревня Леонова

## Демография
По результатам Всероссийской переписи населения 2010 года численность населения муниципального образования составила 2301 человек, в том числе 1070 мужчины и 1231 женщина.